# Острозька Біблія
Острозька Біблія — перше повне видання Біблії (як Нового, так і Старого Завіту) церковнослов'янською мовою. Видання було підготовано гуртком учених при Острозькій академії та видано в Острозі протягом 1580 і 1581 років заходами князя Костянтин-Василя Острозького. Надрукована друкарем Іваном Федоровим на папері з філігранями Буської папірні і містить 628 аркушів з численними заставками, кінцівками та ініціалами.
Острозька Біблія відіграла важливу роль у боротьбі проти наступу католицької церкви на православ'я.[джерело?]

## Контекст
Острозька Біблія з'явилася у час активної видавничої діяльності, коли представники різних конфесій вперше друкували власні версії Біблії різними європейськими мовами. На противагу протестантським переклададам Біблії періоду Реформації, католицька церква розпочала друк власних перекладів Біблії у рамках Контрреформації.
Одним із безпосередніх стимулів для публікації православної Біблії в Острозі стала публікація католицької Біблії Леополіти (1561), першої друкованої Біблії перекладеної польською мовою. Через два роки польською мовою була надрукована протестантська Берестейська Біблія (1563).

## Історія пам'ятки
Видавець зібрав церковнослов'янські та грецькі списки з монастирів усього православного Сходу. Зокрема Діонісій Раллі Палеолог за вказівкою папи Григорія XIII близько 1578–1579 рр. привіз з Рима до Острога список Біблії. Із Москви було привезено копію повної рукописної Геннадіївської Біблії (1499). Зібрані списки звіряли з грецькою Септуаґінтою, редагували або наново перекладали. 
На відміну від Геннадієвської Біблії, у видання не включили коментарі, передмови та додаткові статті католицьких схоластів.
Текст О.Б. готувався до друку, звірявся та узгоджувався за різними списками, редагувався та доповнювався членами острозького літературно-видавничого осередку впродовж декількох років. При цьому використовувалися не тільки церковнослов'янські, а й грецькі, латинські, єврейські джерела та західноєвропейські видання біблійного тексту. Через те, що друкування О.Б. не було завершене в намічений термін, є варіанти видання з післямовами 1580 р. та 1581 р.
О.Б. містить, окрім канонічного біблійного тексту, передмову від імені Костянтина Острозького, ще одну передмову й два вірші ректора Острозької академії Герасима Смотрицького та коротку післямову Івана Федорова.
Деякі екзепляри Острозької Біблії невдовзі після її друку опинилися у Західній Європі. Так, князь Костянтин-Василь Острозький подарував один примірник Папі Римському Григорію XIII. Московський цар Іван Грозний подарував екземпляр англійському послу Джерому Горсею. Відомий примірник, що належав шведському королю Густаву II Адольфу.
З уніфікованим правописом Острозька Біблія була передрукована 1663 року в Москві, а з подальшими текстовими виправленнями гуртка під проводом богослова Єпіфанія Славинецького, а згодом Я. Блотніцького та В. Лящевського, стала основою Синодальної (Єлисаветинської) Біблії 1751 і 1756 рр. (справлене видання, з якого передруковані усі наступні). Над текстом О.Б. працював П. Беринда і з неї виписував матеріал для свого «Лексикону» 1627 р. Редакційно-перекладацька робота над О.Б. свідчить про високу мовну культуру в Україні в кінці XVI ст. У перередагуванні О.Б. брав участь і Лопатинський Теофілакт.

## Відмінності між екземплярами
Хоча на титульному листі всіх екземплярів Острозької Біблії вказано 1581 рік, в літературі поширилась думка, що існувало два видання — 1580 та 1581 років. Ця теза базувалася на тому, що в різних екземплярах по-різному датовані післямови: 12 липня 1580 і 12 серпня 1581. Проте дослідження радянської бібліографині Антоніни Зьорнової, на базі порівняння декількох десятків екземплярів Острозької Біблії, показало, що було одне видання — 1581 року. За цією версією, початково планувалося закінчити друк 12 липня 1580 року, що і було вказано Федоровим у післямові. Коли стало зрозуміло, що друк не завершиться до цієї дати, друкарі почали друкувати аркуші із новою очікуваною датою завершення роботи — 12 серпня 1581. При комплектації екземплярів старий аркуш був замінений новим лише у частині тиражу.
Окрім дати післямови, в екземплярах Острозької Біблії є й інші відмінності: як в оформленні, так і в тексті. Це пояснюють тим, що протягом видруку в набір вносили зміни і виправлення. При цьому варіативні аркуші при комлектуванні екземплярів підбирали в різних комбінаціях, яких відомо 29. Із них 7 комбінацій зустрічаються у значній кількості екземплярів.

## Поліграфічні та мистецькі особливості
За обсягом це надзвичайно велике видання, проте завдяки майстерності набору та застосуванню дрібного шрифту книга не видається такою масивною чи незграбною. Надрукована О.Б. форматом в аркуш, двома шпальтами і складається з 1256 сторінок. Текст організований у декілька рахунків у відповідності зі змістом. На аркуші вміщено 50 рядків тексту. При друкуванні О.Б. використано 6 різних за розмірами та графікою шрифтів (4 кириличних та 2 грецьких), спеціально виготовлених для цієї книги.
Для основного тексту використано дрібний півустав з елементами скоропису.[джерело?]
За підрахунками книгознавців, О.Б. містить 3 240 000 друкованих знаків. Ілюстративне оформлення видання вирізняється стриманістю, продуманістю композиції, художнім смаком. Видання розпочинається із титульного аркуша у гравійованій рамці, на звороті титулу уміщено герб Костянтина Острозького, у кінці книги — друкарську марку Івана Федоровича. Потекстових ілюстрацій немає, однак при оформленні О.Б. широко використовувалися традиційні для кириличних книг елементи декоративного оформлення — заставки, кінцівки, ініціали, численні композиції з виливних прикрас. У виданні уміщено 81 заставку з 16 дощок, 70 кінцівок із 17 дощок, 1384 гравійованих ініціали, а також численні композиції з виливних прикрас.

## Тираж і збережені примірники

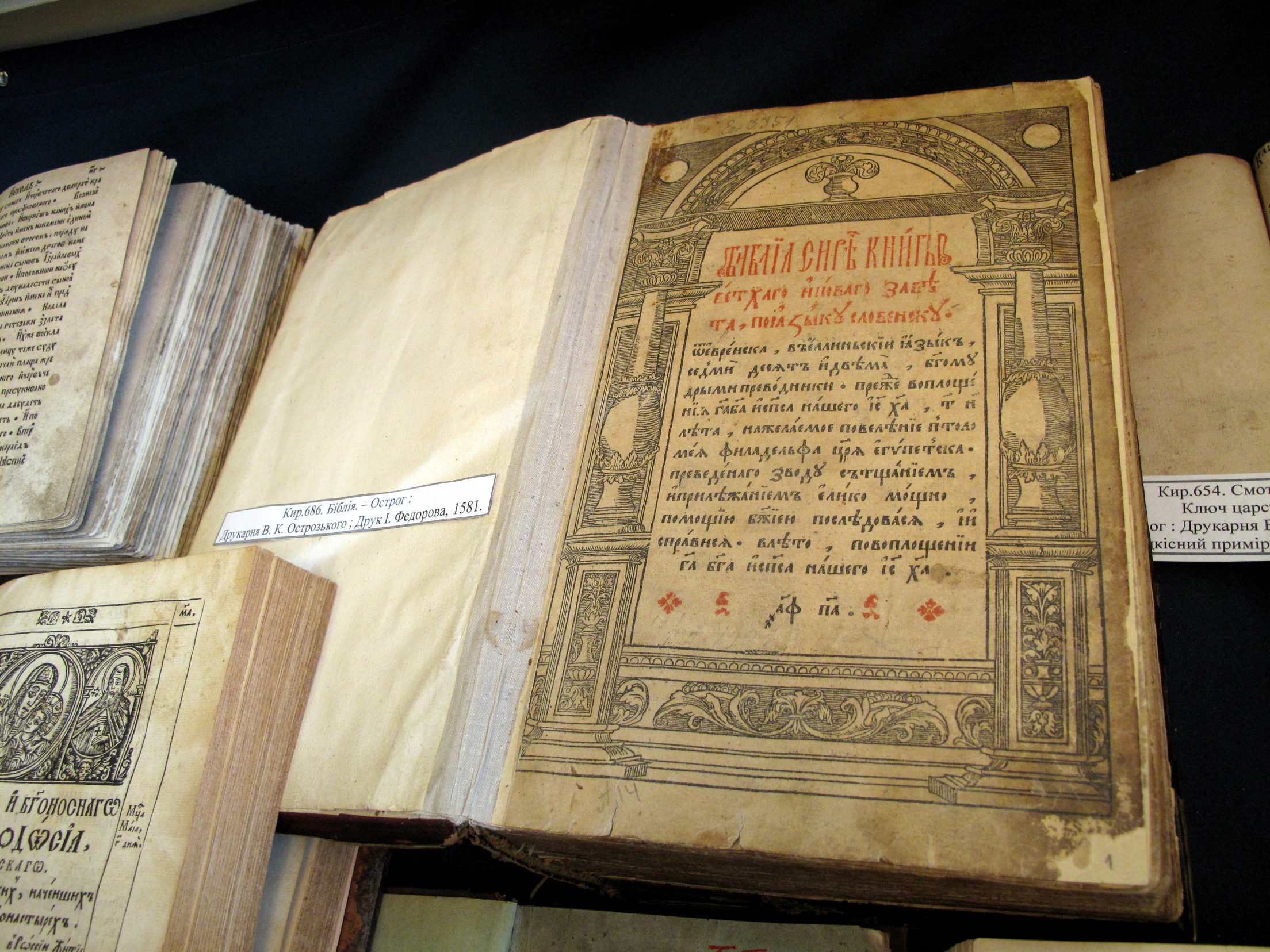
Один з примірників в НБУВ

Тираж видання на книжці не зазначений, однак фахівці вважають, що О.Б. була надрукована у безпрецедентно великій, як на свій час, кількості примірників: 1500—2000. На сьогодні відомо більше 350 збережених примірників пам'ятки. 
Примірники О.Б. є у збірках бібліотек України — у Києві, Львові, Харкові, Одесі, Острозі, Ужгороді, Сімферополі, а також у Росії, Білорусі, Польщі, Великій Британії, Болгарії та ін. країнах.

### Колекція НБУВ
У Національній бібліотеці України імені В. І. Вернадського (НБУВ) зберігається 18 примірників О.Б.: 16 — у відділі стародруків та рідкісних видань, 2 — у відділі бібліотечних зібрань та історичних колекцій. Підбірка Острозьких Біблій НБУВ є однією з найбільших у світі. Значна кількість примірників дає широкі можливості для порівняльних досліджень, виявлення та зіставлення варіантів набору, відмінностей художнього оформлення, аналізу використаного паперу, вивчення текстологічної роботи читачів, провенієнцій тощо.
У НБУВ зберігають примірники О.Б., що в різний час належали до збірок Київської духовної академії, Київського університету св. Володимира, Києво-Печерської лаври, Києво-Софійського собору, Києво-Видубецького, Київського Пустинно-Микільського, Харківського Преображенського, Милецького Миколаївського, Жировицького Успенського монастирів, Волинської духовної семінарії, Кременецького ліцею.
На деяких примірниках О.Б. збірки НБУВ містяться цінні власницькі записи, що належать видатному українському граверу Олександру Тарасевичу, архімандриту Києво-Печерської лаври Іоанникію Сенютовичу тощо. Примірник, що належав останньому польському королю Станіславу Августу Понятовському, має дві післямови — 1580 р. та 1581 р. У складі одного із примірників уміщено т. зв. «віленські аркуші», що додруковувалися до неповних примірників О.Б. бл. 1595 р., і на сьогоднішній день є рідкісними.

## Перевидання

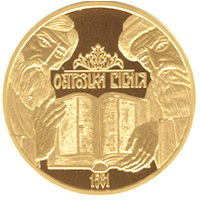
Монета НБУ присвячена Острозькій Біблії

### Факсимільне перевидання церковнослов'янською
- Острозька Біблія = Библіа, сиріч книги Ветхаго и Новаго Завіта по языку словенску. М: Московская старообрядческая печатня, 1914. 669 арк.
  - Це видання не було ні науковим, ні факсимільним; у ньому не було дотримано оригінальної орфографії О. Б.[4]
- Острізька Біблія. = The Ostroh Bible 1581. Видання Колеґії св. Андрея в Вінніпезі. Winnipeg, 1983.
- Комиссия по сохранению и изданию памятников письменности при Советском фонде культуры. М.-Л.: Слово-Арт, 1988.

### Переклади українською
- Библіа, сиріч книги Ветхаго и Новаго Завіта по языку словенску. Пер. з церковнослов'янської: Рафаїл Турконяк. Львів: Благодійний фонд «Книга»; Київ: Українське Біблійне Товариство. 2006. 1956 стор. ISBN 966-7136-37-X (прим.: текст паралельно церковнослов'янською та українською) (pdf ebook версія)
  - (передрук) Библіа, сиріч книги Ветхаго и Новаго Завіта по языку словенску. Пер. з церковнослов'янської: Рафаїл Турконяк. Львів: ФОП Мойса С. В.; Львів: Благодійний фонд «Книга»; Київ: Українське Біблійне Товариство. 2010. 1058 стор. ISBN 978-966-8641-51-0 (2-ге вид.) (прим.: текст лише українською)

### Оцифрована версія
У 2021 році оцифровану версію Острозької Біблії оприлюднили в інтернеті. Оцифрування книги присвятили 440 річниці її створення. Відсканована версія доступна на сайті заповідника, її можна переглядати та завантажити. Працівники установи оцифрували примірник, що експонують в Музеї книги та друкарства Острога.